# Avatar (музичка група)

Аватар је шведски хеви метал бенд, основан у Гетеборгу 2001. Бенд је објавио осам студијских албума, а последњи је Hunter Gatherer u 2020. Бенд је постигао успех на америчком рок радију, посебно са својом песмом „New Land“, која је доспела на 20. место Billboard Mainstream Rock Songs листе у мају 2017.

## Историјат

### Формација и рана издања (2001-2010)
Бенд су 2001. основали бубњар Џон Алфредсон и гитариста Јонас Јарлсби, који су у то време били у одвојеним бендовима.  Након неколико промена састава, бенд је 2004. објавио два демо ЕP-а са четири песме: Personal Observations објављен 18. јануара 2004.  и 4 Reasons to Die 19. новембра 2004.  Први студијски албум Аватара, Thoughts of No Tomorrow, објављен је 25. јануара 2006.  и достигао је врхунац на 47. месту шведских албума Топ 60.  Бенд је завршио неколико европских турнеја као пратећи наступ за Impaled Nazarene, Evergrey и In Flames . 
Други албум Аватара, Schlacht, објављен је 24. октобра 2007.  и достигао је 27. место на шведској листи албума.  Björn Gelotte из In Flames је допринео солоом на гитари на нумери "Letters From Neverend". Следећи низ турнеја довео их је до њиховог наступа на Sweden Rock Festival 2008.  као и на наступима у знак подршке Obituary (јануар–фебруар 2008) и Hardcore Superstar (октобар–новембар 2009). Трећи албум бенда, истоимени Avatar, објављен је у Шведској у новембру 2009. и достигао је 36. позицију на националној листи албума.  У јануару 2010. музички спот за песму "Queen of Blades" објављен је на сајту бенда. Отприлике у то време, бенд је потписао уговор са Sony Music за немачко и швајцарско издање свог последњег албума 26. марта 2010.  У априлу исте године потписан је уговор са јапанском етикетом Art Union, за лансирање албума 19. маја.  Затим су кренули у амбициозан распоред турнеја који се појавио на Storsjöyran у 2010.  као и са Warrior Soul-ом (март - април 2010), Dark Tranquillity (октобар-новембар 2010) и Helloween (децембар 2010-јануар 2011).

### Black Waltz and Hail the Apocalypse (2011−2015)
У децембру 2011. гитариста Simon Andersson је напустио бенд, а заменио га је Tim Öhrström. 25. јануара 2012. у Европи је објављен албум Black Waltz. Достигао је 25. позицију на листи албума у Аватаровој родној Шведској.  Албум је објављен у САД 14. фебруара.  Black Waltz означава прво појављивање боје за лице "Кловн" коју Екерстром сада редовно носи.   Да би подржао америчко издање Black Waltz-a, Аватар је кренуо на своју прву турнеју по Америци заједно са Lacuna Coil и Sevendust у фебруару 2013. 
У августу 2013. године, након што се супруга певача Device-a и Disturbed-a Дејвида Дрејмана породила, а Дрејман је одлучио да одустане од свог распореда турнеја, Avenged Sevenfold је изабрао Аватар да замени Device и настави да иде на турнеју са њима и Five Finger Death Punch .  Следеће јесени, бенд је провео месец дана на Тајланду снимајући нови албум, планиран за издавање у марту 2014. 11. марта 2014. објављено је да ће пети албум Аватара бити назван Hail the Apocalypse и да је објављен 13. маја 2014. преко еOne Мusic. Први сингл са албума, насловна песма, објављен је 17. марта 2014. и био је пропраћен видео снимком.  Нови албум је продуцирао Tobias Lindell, а миксовао Jay Ruston. Од објављивања Hail the Apocalypse, Аватар је одржао неколико турнеја по САД и Европи као пратећи и главни извођач, као и наступао на фестивалима као што су Rock on the Range 2014 и Louder Than Life.   Музички спот за 'Voltures Fly' премијерно је приказан 26. јануара 2015.  и заслужио је признање тиме што је пет недеља заредом био изабран за #1 у одбројавању спота за Battle Royal компаније Лоудвире, као и за њихов најбољи рок видео за 2015. годину.   Аватар је затим започео турнеју по САД у априлу 2015. која се састојала од насловних наступа и подршке Five Finger Death Punch и Mushroomhead .   
6. маја 2015. објављено је да ће Аватар бити укључен у састав Shiprocked 2016.  Аватар се вратио у САД на још једну насловну турнеју у августу–септембру 2015. са Gemini Syndrome и првим декретом, а у јануару–фебруару 2016. са September Mourning пре него што се вратио у Шведску да би завршио писање о наставку „ Hail The Apocalypse“ .  Sylvia Massy је најављена као продуцентица тог албума, који је потом сниман у три студија широм Европе.   Крајем 2015. најављено је да ће се Аватар појавити на неколико фестивала у 2016, укључујући Rock on the Range  и Carolina Rebellion. 

### Feathers & Flesh(2016−2017)
Након неколико турнеја које су подржавале Hail the Apocalypse iz 2014., Аватар је ушао у студио у децембру 2015. да би започео снимање тада неименованог пратећег студијског албума. Бенд је своје време поделио између три европска студија — Castle Studios у Рохрсдорфу, Немачка, Finnvox у Хелсинкију у Финској и Spinroad Studios у Линдому, Шведска . Признати продуцент Sylvia Massy, позната по свом раду са Tool и Red Hot Chili Peppers, похвалила је Аватар као „немилосрдног“, напоменувши да певач Јоханес Екерстром има „дивљу енергију и харизму“. Почетак снимања се такође поклопио са вишеструким ажурирањима преко Инстаграм налога бенда, који бележи њихово време у студију.  Када је снимање завршено, Аватар је учествовао у Схипроцкед 2016, а затим је био на турнеји по јужним Сједињеним Државама са September Mourning и Saint Diablo.   Дана 30. јануара 2016. у Даласу, Тексас, Аватар је први пут извео песму „For The Swarm“, прву оригиналну песму од објављивања њиховог претходног албума. 
Дана 3. марта 2016, Аватар је открио назив новог албума, Feathers & Flesh, преко свог званичног сајта и путем друштвених медија.   Најављен је и датум објављивања 13. маја 2016., као и неколико пакета робе за поруџбину у претпродаји који ће бити доступни за наручивање 17. марта 2016. Један пакет нуди књигу песама са тврдим повезом од 60 страница и 109 стихова која је на Фејсбуку бенда описана као „преопширна прича за било коју књижицу“. Први сингл, „For The Swarm“, објављен је као награда за оне који су наручили албум у претпродаји на iTunes -у. Објављен је и музички спот овог сингла.  Нова песма и видео су били веома прихваћени од стране обожавалаца, што је доказано у Фор Тхе Сварм који је изгласан као број 1 у Loudwire's Battle Royale за недељу која се завршава 11. марта 2016.  17. марта 2016. објављени су синглови „Regret“ и „House of Eternal Hunt“ како би се започело претходно наручивање пакета робе за Feathers & Flesh . Објављен је видео који је режирао Јохан Kарлен у којем се две песме свирају узастопно док се поглед окреће око замрачене уметничке галерије, са многим сликама птица, првенствено сова, које одражавају неке од уметничких дела које је бенд направио за појединачне песме на свом албуму. . „Regret“, као почетну нумеру на албуму, бенд описује као „интензивно путовање кроз епскост“ и „...далеко најразличитији увод у албум који смо икада написали“. Песма представља Сову, протагонисткињу албума док лежи на самрти, размишљајући о својој прошлости. „House of Eternal Hunt“, коју бенд описује као „дефиницију метала “, почиње причу о Сови, „предатору који влада небом“ према Екерстрому.  Први званични сингл "The Eagle Has Landed" објављен је 25. марта 2016. Као и код претходно објављених синглова, ова нумера је била тренутна награда за задовољство за претходно наручивање Feathers & Flesh . Песма уводи Орла, "...срушивши се у свет свог противника", каже Екерстром. Ниједан нови музички спот није објављен уз ову нумеру, иако је бенд поставио песму на свој званични Јутјуб канал са истим видеом који је представљен за издавање песама „Regret“ и „House of Eternal Hunt“. 
Дана 12. јуна 2017, Аватар је награђен наградом Бреактхроугх Банд на Metal Hammer Golden Gods . 

### Avatar Country(2017−2020)
Дана 24. октобра 2017., Аватар је објавио нови сингл под називом "A Statue of the King", заједно са најавом да ће објавити свој седми албум, Avatar Country, 12. јануара 2018. Такође су објављени датуми нове турнеје Аватар, под називом „Avatar Country Tour“, која почиње у јануару 2018. у Северној Америци и стиже у Европу у марту исте године.  13. децембра песма "Тхе Кинг Вантс Иоу" објављена је на радију SiriusXM Octane, а ускоро је доступна и на дигиталним платформама, као други сингл са албума "Avatar Country". Званични музички видео објављен је 19. децембра.
Дана 12. јануара 2018, Avatar Country је пуштен у продају широм света, доступан преко сервиса за стримовање као што је Спотифи, и у физичким форматима из музичких продавница широм света. Бенд је 29. октобра 2018. покренуо Kickstarter кампању за Legends of Avatar Country која је описана као „Филмска игра заснована на албуму Avatar Country групе Аватар. Бенду је било потребно финансирање од 50.000 долара, а од 31. октобра 2018. бенд је прикупио преко 110.000 долара за филм. 

### Hunter Gatherer(2020-данас)
Почетком децембра 2019, Аватар је објавио да су почели да снимају свој следећи албум у Спхере Студиос у Лос Анђелесу.  Интервју за Loudwire у јануару, а касније и платни видео самог бенда открили су да фронтмен Слипкнот -а и Стоне Соур -а, Corey Taylor, има камео у песми "Secret Door". У истом интервјуу откривена су и имена још неколико песама на још неименованом албуму: "Colossus", "Child", "Scream in The Void" и "Silence in the Age of Apes". Говорећи о тону албума, Екерстром је рекао за Лоудвире „Avatar Country, желели смо да видимо да ли можемо да радимо комедију. . . Било је смешно и желели смо да видимо да ли можемо да направимо нешто смешно. . . Али нама је било духовито, а сада нам је важно да урадимо нешто без хумора, с тим се нема шале и вуче нас назад у стварност. Више се бави тамом, тугом, одвојеношћу, отуђењем и тјескобом размишљања о свијету у цјелини."  У видео снимку на Јутјубу  и твиту  1. маја 2020., бенд је најавио крај ере „Avatar Country“ и задиркивао предстојећи албум питањем „Will You Hunt With Us?“ .
Назив „Hunter Gatherer“ и датум објављивања 7. августа 2020. објављени су путем другог видео снимка 5. маја 2020. 
Музички спот за песму „Silence in the Age of Apes“ објављен је 14. маја 2020. године, а следећег дана је објављен на платформама за стриминг.
Два сингла под називом „Going Hunting“ и „Barren Cloth Mother“ објављена су 31. августа и 1. септембра 2021. године, уочи Going Hunting турнеје бенда. У исто време, бенд је најавио разлаз са издавачком кућом еОne и оснивање сопствене издавачке куће Black Waltz Records.
Loudwire je песму „Going Huntung“ изабрао за 34. најбољу метал песму 2021. 

## Музички стил и утицаји
Аватар је описан као хеви метал  бенд, тачније као мелодични деатх метал  и грув метал .  Бенд је такође назван „ Swedish death/industrial/progressive metal”.  Првобитно чист мелодични death метал бенд, Аватар је касније почео да свира другачији стил музике, прелазећи на авангарднији метал стил. 
Бендови који су имали утицаја на Аватара укључују In Flames, Dark Tranquility, The Haunted, Marilyn Manson, Ministry, Strapping Young Lad, Devin Townsend, ABBA, Iron Maiden, Thin Lizzy, Rammstein, Beethoven, Helloween, the Beatles, Ozzy Osbourne, Meshuggah, Gojira, and Cryptopsy

## Чланови бенда
Тренутни чланови
- Jonas "Kungen" Jarlsby – гитаре (2001 – данас)
- John Alfredsson – бубњеви (2001 – данас)
- Johannes Eckerström – главни вокал (2002 – данас), тромбон (2018 – данас), клавир, клавијатуре (2021 – данас) [60]
- Henrik Sandelin – бас, пратећи вокали (2003 – данас)
- Tim Öhrström – гитаре, пратећи вокали (2011 – данас)

Бивши чланови
- Simon Andersson – гитаре (2003–2011) [61]

## Дискографија

### Студијски албуми
| 2006 | Thoughts of No Tomorrow - Објављено: 25. јануара 2006 - Лабел: Gain Music Entertainmenт - Формати: CD, CS, LP, DL | —  | —   | —  |
| 2007 | Schlacht - Објављено: 24 October 2007 - Лабел: Gain - Формати: CD, CS, LP, DL                                     | —  | —   | —  |
| 2009 | Avatar - Објављено: 20 November 2009 - Лабел: Gain - Формати: CD, CS, LP, DL                                      | 36 | —   | —  |
| 2012 | Black Waltz - Објављено: 25 January 2012 - Лабел: Gain - Формати: CD, CS, LP, DL                                  | 25 | —   | —  |
| 2014 | Hail the Apocalypse - Објављено: 13 May 2014 - Лабел: Entertainment One - Формати: CD, CS, LP, DL                 | —  | 97  | 18 |
| 2016 | Feathers & Flesh - Објављено: 13 May 2016 - Лабел: eOne - Формати: CD, CS, LP, DL                                 | —  | 88  | —  |
| 2018 | Avatar Country - Објављено: 12 January 2018 - Лабел: eOne, Century Media - Формати: CD, CS, LP, DL                | —  | 132 | 2  |
| 2020 | Hunter Gatherer - Објављено: 7 August 2020 - Лабел: eOne - Формати: CD, CS, LP, DL                                | —  | —   | 44 |

### Live
| Година | Наслов                 | Детаљи                                                                    |
| ------ | ---------------------- | ------------------------------------------------------------------------- |
| 2019   | The King Live in Paris | - Објављено: 17. маја 2019 - Снимљено на Download Festival-u 2018 (Париз) |

### ЕP
| Година | Наслов           | Детаљи                                                  |
| ------ | ---------------- | ------------------------------------------------------- |
| 2004   | 4 Reasons to Die | - Објављено: 19. новембра 2004 - Лабел Bloodstained Art |
| 2011   | Black Waltz      | - Објављено: 24. октобра 2011 - Лабел: Gain Music       |

### Demo
| Година | Наслов                | Детаљи                        |
| ------ | --------------------- | ----------------------------- |
| 2004   | Personal Observations | - Објављено: 18. јануара 2004 |

### Синглови
| Година | Песма                                     | USMain. | Албум                   |  |
| ------ | ----------------------------------------- | ------- | ----------------------- |  |
| 2005   | "And I Bid You Farewell"                  | —       | Thoughts of No Tomorrow |  |
| 2005   | "My Shining Star"                         | —       | Thoughts of No Tomorrow |  |
| 2009   | "The Great Pretender"                     | —       | Avatar                  |  |
| 2012   | "Let it Burn"                             | —       | Black Waltz             |  |
| 2012   | "Smells Like a Freakshow"                 | 32      | Black Waltz             |  |
| 2014   | "Hail the Apocalypse"                     | —       | Hail the Apocalypse     |  |
| 2014   | "Bloody Angel"                            | 25      | Hail the Apocalypse     |  |
| 2014   | "Vultures Fly"                            | —       | Hail the Apocalypse     |  |
| 2016   | "The Eagle Has Landed"                    | 16      | Feathers & Flesh        |  |
| 2016   | "Night Never Ending"                      | 31      | Feathers & Flesh        |  |
| 2017   | "New Land"                                | 20      | Feathers & Flesh        |  |
| 2017   | "A Statue of the King"                    | —       | Avatar Country          |  |
| 2017   | "The King Wants You"                      | 27      | Avatar Country          |  |
| 2018   | "The King Welcomes You to Avatar Country" | —       | Avatar Country          |  |
| 2020   | "Silence In The Ages of Apes"             | —       | Hunter Gatherer         |  |
| 2020   | "God of Sick Dreams"                      | —       | Hunter Gatherer         |  |
| 2020   | "Colossus"                                | 16      | Hunter Gatherer         |  |
| 2021   | "Going Hunting"                           | 36      | Сингл                   |  |
| 2021   | "Barren Cloth Mother"                     | —       | Сингл                   |  |
| 2021   | "So Sang the Hollow"                      | —       | Сингл                   |  |
| 2021   | "Construction of Souls"                   | —       | Сингл                   |  |
| 2021   | "Cruel and Unusual"                       | —       | Сингл                   |  |

| Година | Наслов                                    | директор       | Албум               | Реф.   |
| ------ | ----------------------------------------- | -------------- | ------------------- | ------ |
| 2004   | "My Shining Star"                         | Jonas Wolcher  | 4 Reasons to Die    | [ 66 ] |
| 2007   | "Schlacht"                                | –              | Schlacht            | [ 67 ] |
| 2009   | "The Great Pretender"                     | PA Nilsson     | Avatar              | [ 67 ] |
| 2010   | "Queen of Blades"                         | René U. Valdes | Avatar              | [ 68 ] |
| 2011   | "Black Waltz"                             | Johan Carlén   | Black Waltz         | [ 67 ] |
| 2012   | "Let It Burn"                             | –              | Black Waltz         | [ 67 ] |
| 2012   | "Torn Apart"                              | Johan Carlén   | Black Waltz         | [ 69 ] |
| 2013   | "Smells Like A Freakshow"                 | Johan Carlén   | Black Waltz         | [ 70 ] |
| 2014   | "Hail The Apocalypse"                     | Johan Carlén   | Hail the Apocalypse | [ 71 ] |
| 2014   | "Bloody Angel"                            | Johan Carlén   | Hail the Apocalypse | [ 72 ] |
| 2015   | "Vultures Fly"                            | Axel Widén     | Hail the Apocalypse | [ 73 ] |
| 2016   | "For the Swarm"                           | Johan Carlén   | Feathers & Flesh    | [ 74 ] |
| 2016   | "The Eagle Has Landed"                    | Johan Carlén   | Feathers & Flesh    | [ 75 ] |
| 2016   | "Night Never Ending"                      | Johan Carlén   | Feathers & Flesh    | [ 76 ] |
| 2017   | "New Land"                                | Johan Carlén   | Feathers & Flesh    | [ 67 ] |
| 2017   | "A Statue of The King"                    | Johan Carlén   | Avatar Country      | [ 77 ] |
| 2017   | "The King Wants You"                      | Johan Carlén   | Avatar Country      | [ 78 ] |
| 2018   | "The King Welcomes You to Avatar Country" | Johan Carlén   | Avatar Country      | [ 79 ] |
| 2019   | "King's Harvest"                          | Johan Carlén   | Avatar Country      | [ 80 ] |
| 2020   | "Silence in the Age of Apes"              | Johan Carlén   | Hunter Gatherer     | [ 81 ] |
| 2020   | "Colossus"                                | Johan Carlén   | Hunter Gatherer     | [ 82 ] |
| 2020   | "A Secret Door"                           | Johan Carlén   | Hunter Gatherer     | [ 83 ] |
| 2021   | "Going Hunting"                           | Johan Carlén   | Сингл               |        |

## Филмографија
| Година | Наслов                                                     | директор       | Тип               | Реф.   |
| ------ | ---------------------------------------------------------- | -------------- | ----------------- | ------ |
| 2007   | Irene Huss - Tatuerad torso                                | Martin Asphaug | Филм              | [ 84 ] |
| 2019   | With Horns in the Air – A Very Special Message from Avatar | Johan Carlén   | Документарни филм | [ 85 ] |
| 2019   | Legend of Avatar Country                                   | Johan Carlén   | Кратак филм       | [ 86 ] |

## Награде и номинације
| Година | Награде                            | Категорија          | Номиновани албум | Резултати | Ref.   |
| ------ | ---------------------------------- | ------------------- | ---------------- | --------- | ------ |
| 2016   | Metal Hammer Golden Gods Awards    | Breakthrough Band   | Аватар           | Номинован | [ 87 ] |
| 2016   | The Epiphone Revolver Music Awards | Најбољи нови талент | Аватар           | Освојио   | [ 88 ] |
| 2017   | Metal Hammer Golden Gods Awards    | Breakthrough Band   | Аватар           | Освојио   | [ 89 ] |